# Submarinul sovietic SC-213
Submarinul SC-213 sau Shch-213 a fost un submarin sovietic tip 10 din clasa Shchiuka (rusă: Щ-213, Щука) folosit în cel de-al doilea război mondial de către Uniunea Sovietică. Construcția submarinelor din această clasă a început în anul 1934. Au fost de 2 tipuri, V și K, având caracteristici și dotări asemănătoare.                        

Submarinul SC-213 este cel care în februarie 1942 a scufundat nava Struma în Marea Neagră. 

## Caracteristici
- deplasament : la suprafață 572 tone ; în imersiune 692 tone
- viteză: la suprafață 12,5 noduri ; în imersiune 6,3 noduri
- lungime : 57,5 metri
- rază de acțiune : 6000 Mm
- autonomie : 123 zile
- echipaj : 35 persoane
- armament: 2 tunuri semiautomate de 45 mm și 6 tuburi lanstorpile (4 la prova și 2 la pupa).

## Istoric
Potrivit Arhivelor militare sovietice, în februarie 1942, SC-213 sub comanda cpt.lt. Danejko, a lansat de la distanța de peste 1000 metri o singură torpilă asupra navei Struma care s-a scufundat la scurt timp. Nava Struma transporta 769 de refugiați evrei (din care aproximativ 13 %  erau minori) din România pentru a ajunge în Palestina.
Din cei 769 de emigranți s-au salvat numai patru, unul singur supraviețuind războiului, David Stoliar, de 19 ani. Tragedia a fost considerată a fi cel mai mare dezastru maritim exclusiv civil din al doilea război mondial.

Cu o zi mai devreme un alt submarin sovietic SC-205 sub comanda cpt. rg. 3 P. D. Suhomlinov, scufundase cabotierul turc Çankaya, cu refugiați evrei din Bulgaria.
Inițial, s-a crezut că nava Struma a fost scufundată de o mină marină rătăcită, dar după terminarea războiului, în anii 1960 cercetându-se arhivele de război, s-a descoperit că toate submarinele sovietice aveau misiunea permanentă a interceptării sau torpilării oricărei nave ieșind din Bosfor spre porturile bulgărești sau românești și care intră în Marea Neagră, pentru a reduce fluxul de materiale strategice către Germania nazistă.
SC-213 a plecat într-o nouă misiune pe 28 septembrie 1942 și a ajuns în poziție în dimineața zilei de 1 octombrie. A avut aceeași poziție cu submarinul SC-208. Ambele submarine n-au fost observate de inamic și n-au transmis niciun mesaj radio privind poziția lor. 
SC-213 s-a scufundat la 14 octombrie 1942, atunci când a lovit o mină marină în Marea Neagră. Pentru mult timp s-a crezut, că SC-213 a fost scufundat de un vânător de submarine german.

## Descoperirea epavei
Epava submarinului SC-213, a fost căutată fără succes de mai multe echipe de scafandri. 

Recent însă, în anul 2008 o echipă mixtă de scafandri din România și Olanda, a anunțat găsirea epavei unui submarin, iar abia doi ani mai târziu, în anul 2010, s-a putut afirma cu certitudine că este vorba de  submarinul sovietic SC-213 care a scufundat nava Struma. 

Epava submarinului SC-213 se află la aproximativ 19 km de portul Constanța la adâncimea de 30 metri.